# 甲基睪酮
甲基睪酮 是一種合成的有口服活性的類固醇雄激素。它常被非法的用于强化运动员或健美身体机能。该药在发现睪酮后很快于1935年就被合成了，是最早的合成类固醇之一。由于种种原因，甲基睪酮不像别的类固醇那么普遍使用，但至今仍作为一种医疗药物使用。

## 医疗用途
甲基睪酮被用于治疗性晚熟、性腺功能低下症、隐睪、勃起功能障碍等。低剂量可用于治疗女性更年期综合症（尤其对于骨质疏松和潮热）、产后乳房疼痛和乳腺癌等。甲基睾酮有时也用于药物流产。

## 非医疗用途
甲基睪酮也被用于增强竞技动员、健美者、举重运动员的身体机能。甲基睪酮的使用不如其他类固醇激素使用普遍。
“转胎丸”可能含有甲基睾酮，不法商人称这种药丸能够将女胎转为男胎。当孕妇服用后，使得孩子在胚胎阶段接触到大剂量雄激素，在早期使用可导致流产；在晚期使用，可导致假两性畸形，变成间性人。

## 剂量
甲基睪酮用于男性医疗或增强身体机能的用量为 10 到 50 毫克每天，用于女性更年期综合症的治疗用量为2.5毫克每天。高剂量 200 毫克每天被用于治疗无法手术且其他治疗方法无效果的乳腺癌。

## 禁忌
甲基睪酮应当审慎用于女性或儿童，因为它可导致不可逆的男性化。甲基睪酮可加速骨骺闭合，导致儿童和青少年身材矮小。它也可导致男性前列腺增生的病情恶化。甲基睪酮不可用于前列腺癌患者，应为类固醇会促进癌症发展。此药应审慎用于中毒性肝损伤患者或潜在中毒性肝损伤风险。

## 副作用
甲基睪酮会引起类固醇类药物副作用，如溢脂性皮炎、痤疮，面部或身体毛发生长，局部脱发，攻击性增强，性欲增加等。

### 合成

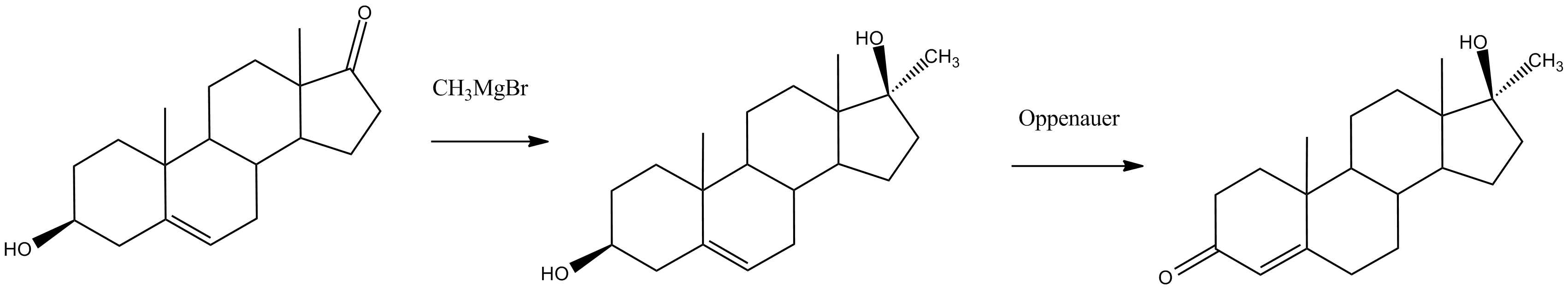

化学合成途径如下:
CH3MgBr: 甲基溴化鎂
Oppenauer: 奥本奥尔氧化反应